# Antoniew (gmina Głowno)
Antoniew – wieś w Polsce położona w województwie łódzkim, w powiecie zgierskim, w gminie Głowno.
Do 1953 roku miejscowość była siedzibą gminy Lubianków, a w latach 1953–1954 gminy Antoniew. W latach 1954–1968 wieś należała i była siedzibą władz gromady Antoniew, po jej zniesieniu w gromadzie Głowno. W latach 1975–1998 miejscowość należała administracyjnie do ówczesnego województwa łódzkiego.